# Гозлен II (граф Мэна)
Гозлен II (фр. Gauzlin; умер в 914) — граф Мэна в 893—895, сын Гозфрида, графа Мэна и маркиза Нейстрии

## Биография

### Правление
В момент смерти отца Гозлен был ещё малолетним ребёнком, поэтому графство Мэн и Нормандскую марку унаследовал его двоюродный брат Рагенольд, граф д’Эрбо. После смерти Рагенольда в 885 году император Запада Карл III Толстый назначил маркизом Нейстрии своего приближённого Генриха, а графство Мэн отдал Роже.
После отстранения от власти и смерти в 888 году императора Карла Толстого Гозлен поддержал выбор королём Западно-Франкского государства Эда Парижского. В 893 году Эд сместил Роже и отдал Мэн Гозлену, но тот не смог удержать графство и в 895 году Роже вернул себе его обратно. Гозлен продолжал борьбу против Роже, а потом и против его сына Гуго I, но в итоге помирился с Гуго и отдал за него дочь.

### Дети
- Билишильда (?); муж: Гуго I (ум. 939/955) — граф Мэна с 900